# Liste des œuvres publiques du 15e arrondissement de Paris

Cet article tente de recenser les principales œuvres d'art public du 15e arrondissement de Paris, en France.

## Liste

### Sculptures

#### Églises
- Église Saint-Antoine-de-Padoue, Raymond Delamarre[1] :
  - Saint François d'Assise et Sainte Élisabeth de Hongrie (1934, clocher extérieur) ;
  - Saint François d'Assise et Saint Antoine de Padoue (1934, intérieur) ;
  - Certaines stations du chemin de croix,  (après 1939, chemin de croix, intérieur) ;
  - Sacré-cœur (chemin de croix, intérieur).

#### Espaces verts

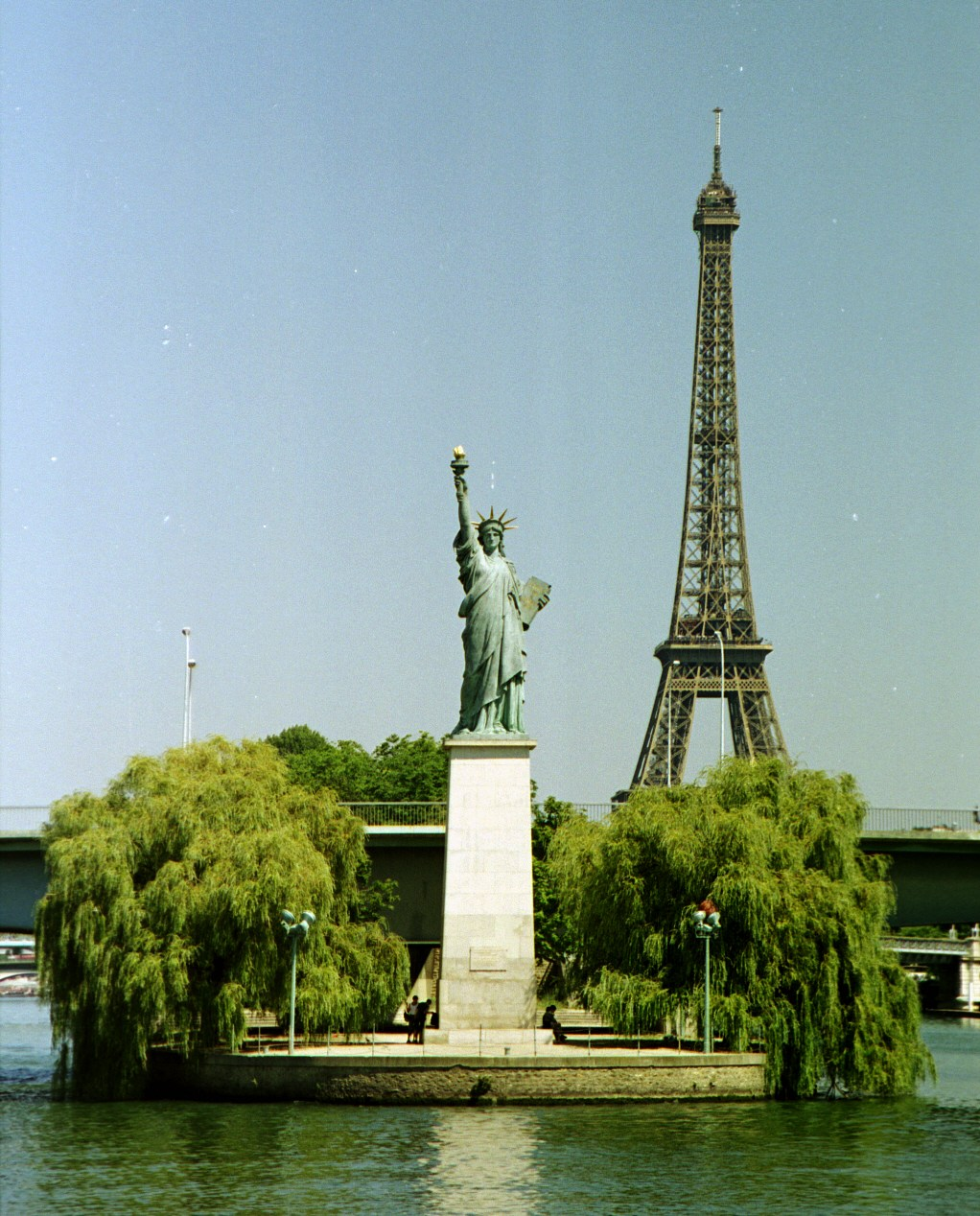
Paris, île des cygnes, statue de la liberté. Auguste Bartholdi Tour Eiffel, Seine

- Île aux Cygnes :Paris, île des cygnes, statue de la liberté. Auguste Bartholdi Tour Eiffel, Seine.Sculpture-fontaine Cristaux. Jean-Yves Lechevallier dans le square Béla Bartók. .La fontaine des Polypores. Jean-Yves Lechevallier.

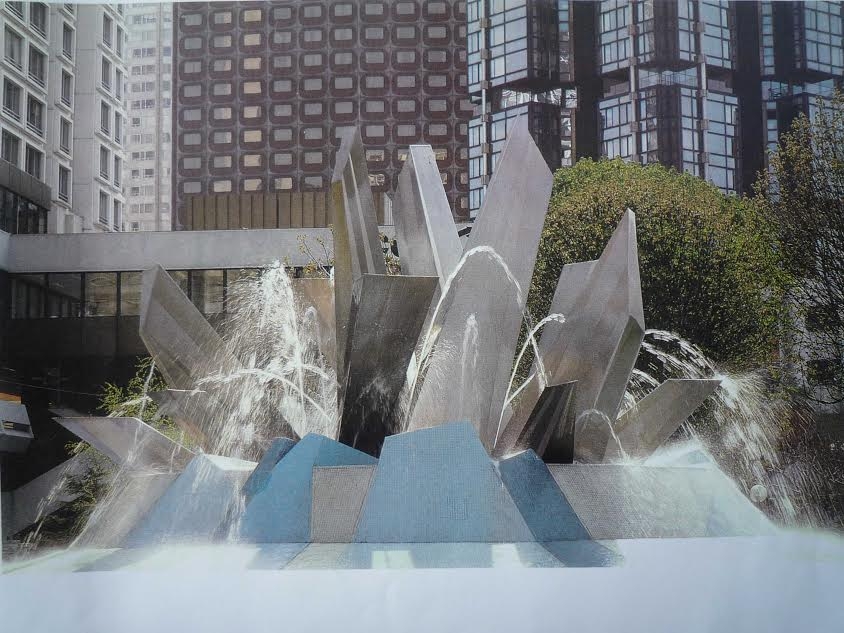
Sculpture-fontaine Cristaux. Jean-Yves Lechevallier dans le square Béla Bartók

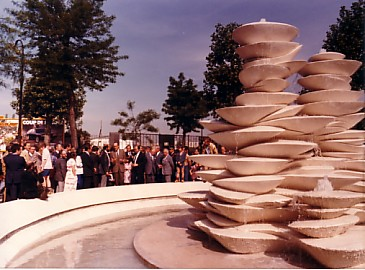
La fontaine des Polypores. Jean-Yves Lechevallier

  - La France renaissante, Holger Wederkinch (1930).
  - Réplique de la statue de la Liberté, Bartholdi (1889) ;

- Parc Georges-Brassens :
  - L'Âne, François-Xavier Lalanne[2] ;
  - Georges Brassens, André Greck ;
  - Le Porteur de viande, Albert Bouquillon (1991) ;
  - Les Taureaux, Auguste Cain[2] ;

- Square Béla-Bartók :
  - Béla Bartók, Imre Varga (1982) ;
  - Cristaux (fontaine), Jean-Yves Lechevallier

- Square Cambronne :
  - Monument à Garibaldi, Vincenzo Cochi (1907) ;
  - Un drame au désert, Henri Amédée Fouques[2] ;

- Square Carlo-Sarrabezolles :
  - L'Espérance, Carlo Sarrabezolles[3],[4]
  - Monument à la gloire de l'aviatrice Maryse Bastié, Félix Joffre.

- Square du docteur Calmette
  - Le Printemps, groupe en marbre (1932), Paul Manaut.
  - Scène pastorale, bas-relief en pierre, Gilbert Privat.

- Square Jean Cocteau, Rue Modigliani:
  - La Fontaine des Polypores, Jean-Yves Lechevallier
- Square de l'Oiseau lunaire :
  - L'Oiseau lunaire, Joan Miró (1966)[2] ;

- Square Saint-Lambert :
  - Le Chien, René Paris (1928)[2] ;
  - Les Oursons, Victor Peter[2] ;
  - Bas-relief, pierre, Auguste Guénot (1939).

- Jardin Atlantique :
  - Sextant, Bernard Vié (1994).

- Square de la Place-des-Martyrs-Juifs-du-Vélodrome-d'Hiver (Place des Martyrs-Juifs-du-Vélodrome-d'Hiver)
  - Mémorial des victimes de la Rafle du Vélodrome d'Hiver, Walter Spitzer, sculpteur et Mario Azagury, architecte (1994).

#### Ponts
- Pont de Bir-Hakeim :
  - Forgerons, Gustave Michel (1906) ;
  - Nautes, Gustave Michel (1906) ;
  - Sciences, Jules Coutan (1906) ;
  - Travail, Jules Coutan (1906) ;
  - L'Électricité, Jean-Antoine Injalbert (1905) ;
  - Le Commerce, Jean-Antoine Injalbert (1905) ;

- Pont Mirabeau :
  - Divinités marines, Jean-Antoine Injalbert (1896, ensemble de quatre statues) ;

- Pont du Garigliano :
  - Le Téléphone, Sophie Calle et Frank Gehry (2006 ; retirée en 2012)[5].

#### Autres emplacements
- Carpeaux au travail, Antoine Bourdelle (1910, parvis de la mairie du 15e arrondissement) ;
- Monument aux morts du XVe arrondissement, Charles Yrondi (1934, près de la mairie, rue Lecourbe) ;
- Étoile du Jour, Mark di Suvero (1994, quai André-Citroën) ;
- From Boullée to Eternity, Dan Graham (2006, porte de Versailles)[5] ;
- La Grande Voile, Pierre Manoli (1991, gare Montparnasse)[6] ;
- Jean Gutenberg, David d'Angers (1840, rue de la Convention) ;
- Monument au Général Diego Brosset, Raymond Delamarre (1955, quai Branly)[7] ;
- Monument à Henry Farman, Paul Landowski (rue Henry-Farman)

- Place Adolphe-Chérioux :
  - Histoire, Émile-François Chatrousse (1899) ;
  - Maternité, Alphonse-Amédée Cordonnier (1899) ;

- Promenade d'Australie, Raymond Delamarre :
  - Comte de la Pérouse (1981) ;
  - Diego Brosset (1955) ;

- Rythmes héroïques 10, Berto Lardera (lycée Louis-Armand, rue Lecourbe).

### Peintures murales
- Fresques, Victor Vasarely (1971, Gare Montparnasse, grand hall, deux peintures murales) ;
- Mur peint, Keith Haring (1987, hôpital Necker-Enfants malades, escalier d'évacuation)[8] ;
- Mur peint, Jean Miotte (avenue Émile-Zola).
- Mur peint, Emmanuel Kerner (mars 1998), 31 Boulevard de Grenelle.

### Vitraux

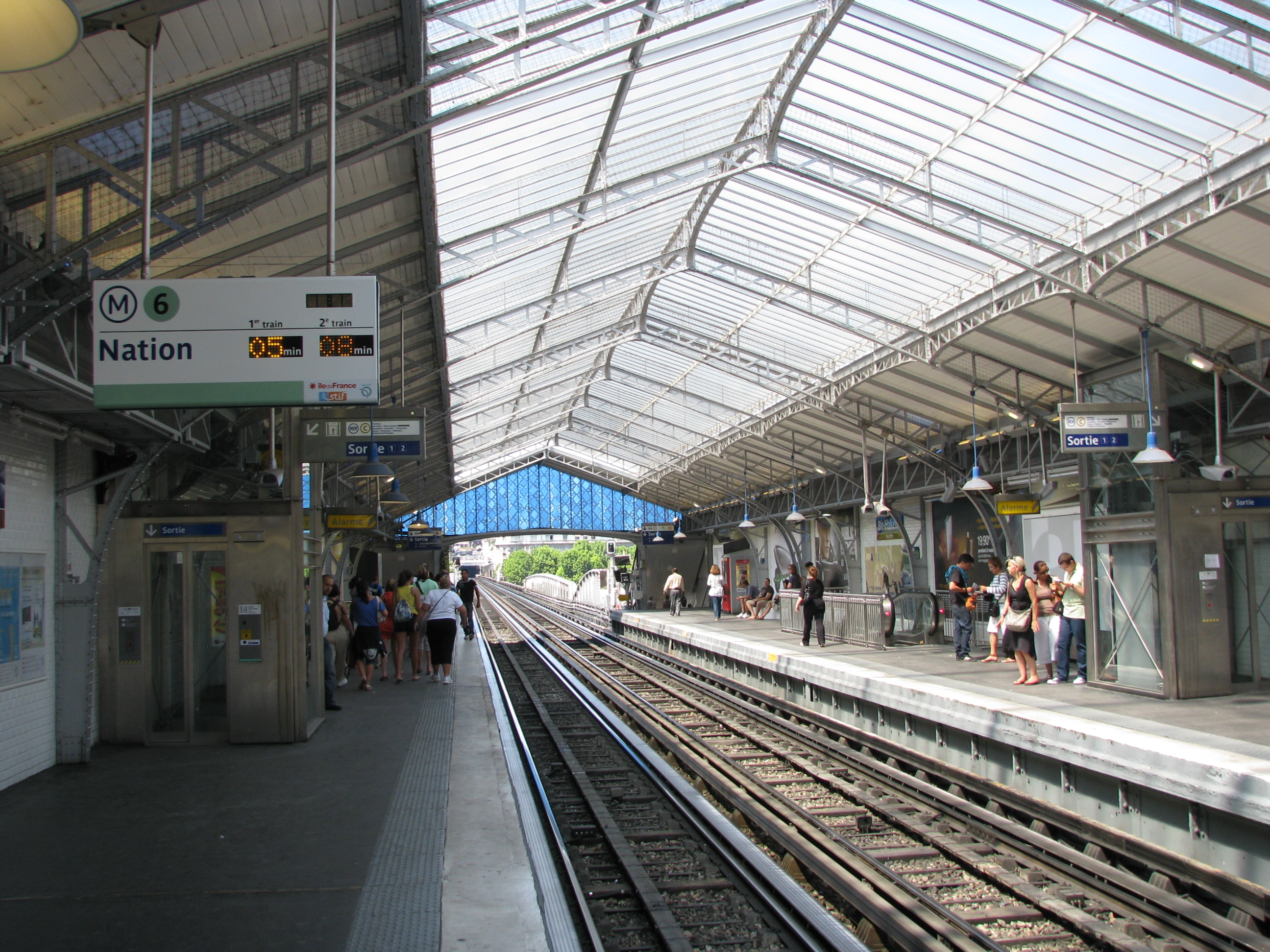
Station Bir-Hakeim.

- Night and Day, Judy Ledgerwood (2008, station Bir-Hakeim)